# サン＝タマン＝モンロン
サン＝タマン＝モンロン （Saint-Amand-Montrond）は、フランス、サントル＝ヴァル・ド・ロワール地域圏、シェール県のコミューン。

## 地理
サン＝タマン＝モンロンは、マルマンド川がシェール川と合流する前の上流にある天然の盆地周辺にできた。マルマンド川はベリー運河に接続されている。歴史的なブルボネ州の一部である。ブールジュから約60km離れている。

## 歴史
中世、モンロン砦の周りにはサン＝タマン＝ル＝シャステル（Saint-Amand-le-Chastel）とサン＝タマン＝スー＝モンロン（Saint-Amand-sous-Montrond）の2つの町があった。サン＝タマンとは、7世紀に生きたキリスト教の聖人で、聖コルンバヌスの弟子でこの地域の伝道にあたったマーストリヒトのアマン（fr）に由来する。
フランス革命後の恐怖政治では、宗教に関した地名の改名が行われ、リブルヴァル（Libreval）と呼ばれていた。

## 経済
ヨーロッパ最大の印刷会社、CPI（fr）傘下のビュシエール社がある。他に貴金属加工が知られている。

## 姉妹都市
- ノットゥルン、ドイツ
- オトフォツク、ポーランド
- リオバンバ、エクアドル